# 今川泰範
今川 泰範（いまがわ やすのり）は、南北朝時代から室町時代前期にかけての武将、守護大名。室町幕府侍所頭人、駿河・遠江守護。駿河今川氏の第3代当主。今川範氏の次男。

## 生涯
建長寺に僧侶（喝食）として出家していたが、貞治4年/正平20年（1365年）に父範氏が死去し、兄氏家も間もなく死去したため、祖父範国の命で還俗し、家督を継ぐ事となった（還俗は叔父の今川貞世（了俊）の命とも。従弟の貞臣も後継者に挙がったが、却下されたといわれる）。永和4年/天授4年（1378年）、3代将軍足利義満より侍所頭人に任じられて幕政に参与し、明徳2年/元中8年（1391年）の明徳の乱や応永6年（1399年）の応永の乱では幕府軍の一員として参戦し、武功を挙げた。応永16年（1409年）9月26日、76歳で死去し（没年には異説も多い）、後を嫡男の範政が継いだ。
叔父の了俊、仲秋とは不仲とされ、了俊と仲秋が領有していた駿河と遠江を応永の乱の後に取り上げ、自ら領有した。一方で自分を当主に推挙してくれた恩を忘れず、上杉憲定と共に義満に謀反の疑いありとして罪を問われた了俊の助命嘆願をしていたとも言われている。